# Klepper Faltbootwerft
Koordinaten: 47° 50′ 55,8″ N, 12° 6′ 57,2″ O

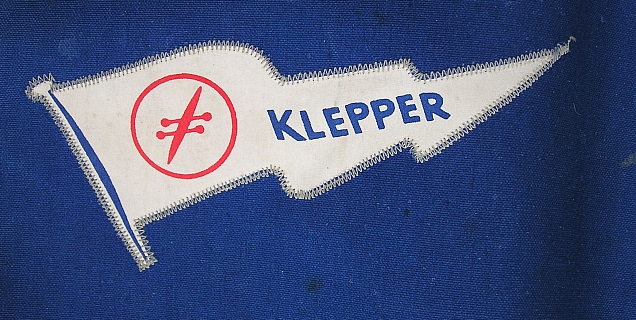
Aufgenähtes Logo auf einem Klepper-Faltboot der 1960er-Jahre

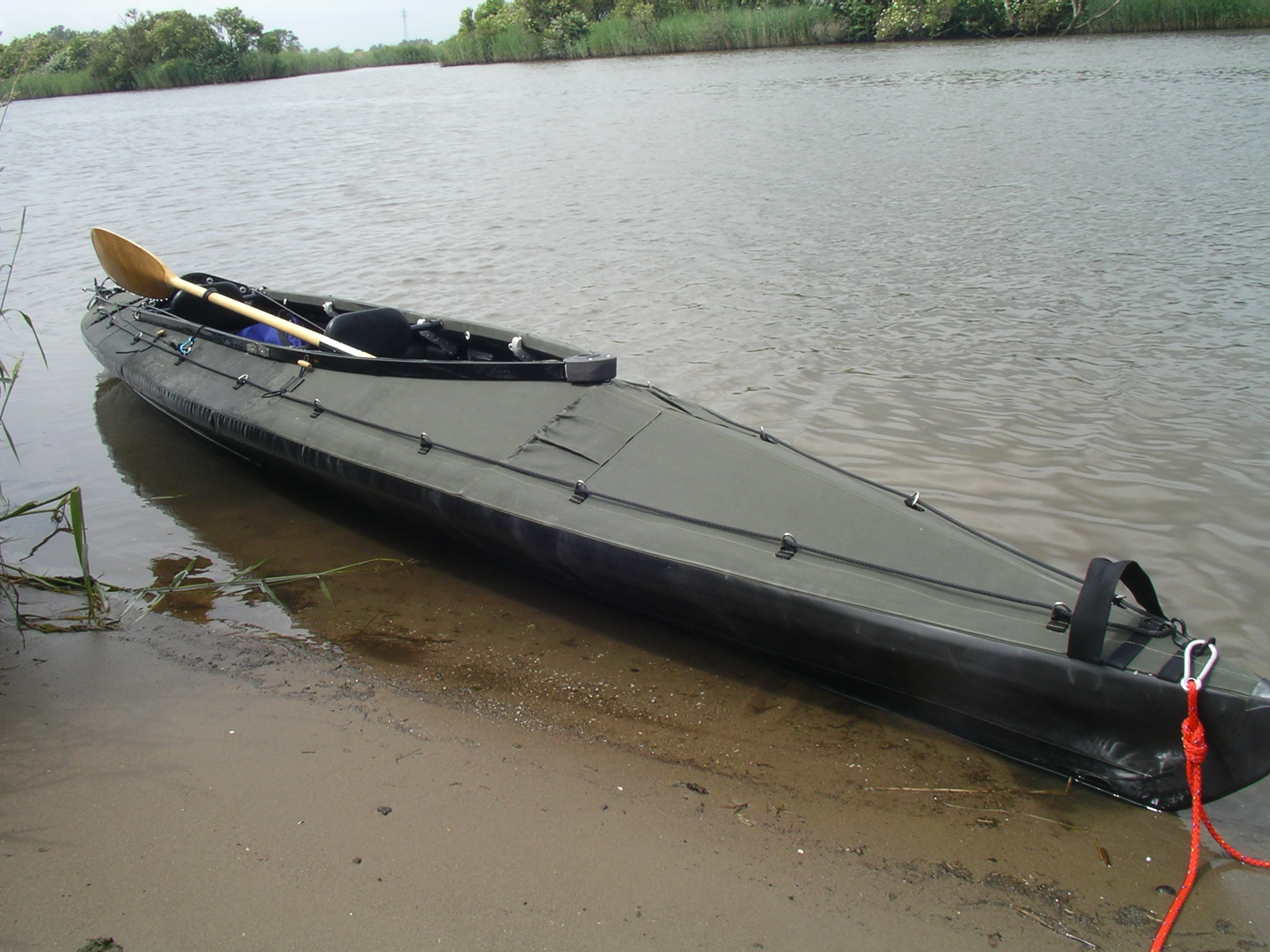
Ein Klepper-Faltboot Aerius Quattro

Die Klepper Faltbootwerft ist der älteste Faltboot-Hersteller der Welt. Die Werft produziert seit 1907 und trägt den Namen ihres Gründers Johann Klepper. Firmensitz ist das oberbayerische Rosenheim. Seit 1907 hat Klepper weltweit über 250.000 Faltboote verkauft. Die Aktien des Unternehmens werden an der Börse Berlin gehandelt.

## Geschichte

### 1907–1945: Beginn und erste Blütezeit
Johann Klepper war einer der ersten, der in Deutschland moderne Faltkajaks produzierte. 1907 erwarb er von Alfred Heurich die Exklusivlizenz für die Produktion von Heurichs Faltbootkonstruktion und begann auf dem Dachboden der elterlichen Schneiderei mit der Serienproduktion von Booten. 1919 gründete er zusammen mit Karl Stich die Johann Klepper & Co. GmbH. Neben den Faltbooten, die von der Bevölkerung wegen ihres Aussehens auch gern Hadernkahn, Lumpenboot, Plünnen- oder Lumpenkreuzer genannt wurden, produzierte Klepper auch eine Anzahl anderer gummierter Artikel wie Gummischuhe und die Klepper-Mäntel, die er aus einem 1926 entwickelten, mit Gummi imprägnierten Stoff fertigte.
1920 wurde die absolut wasserdichte Haut aus gummiertem Gewebe eingeführt. Das Durchvulkanisieren des verwendeten Naturkautschuks gelang mit roter Farbe angeblich am besten, deshalb waren die Häute in den Anfangsjahren meist rot (mit beigefarbenem Verdeck). Später war die Haut auch schwarz, mit meist rotem Verdeck, oder blau („Blauwal“), bis mit Einführung des T5 (1935) die silberfarbene Haut (mit meist blauem Verdeck) zum jahrzehntelang verwendeten Standard wurde.
Karl Schott war einer der ersten, der mit einem Faltboot von Klepper große Fahrten unternahm. 1923 und 1925 fuhr er mit einem Zweier bis nach Kleinasien und Ägypten. 1928 gelang Kapitän Franz Romer mit einer Faltbootsonderkonstruktion von Klepper eine Atlantiküberquerung in 90 Tagen. Das Faltboot war 6,4 m lang und 1 m breit. Auf der Weiterfahrt aus der Karibik nach New York City geriet Romer allerdings in einen Hurrikan und blieb verschollen.
Als Hans Klepper das Unternehmen 1929 von seinem Vater übernahm, produzierte das Unternehmen täglich bis zu 90 Boote und 1000 Regenmäntel. Es war mit 3000 Angestellten Rosenheims größter Arbeitgeber und dominierte den Faltbootmarkt. Nach einer Statistik des Zollamts Engelhartszell an der Donau passierten 1930 die deutsch-österreichische Grenze 2054 Faltboote, wovon 1017 von Klepper waren. Bis 1936 hatte das Unternehmen über 90.000 Faltboote verkauft. Bei den Olympischen Sommerspielen 1936 in Berlin fanden erstmals auch zwei Faltboot-Wettbewerbe statt, und die jeweils drei ersten Plätze wurden mit Klepper-Faltbooten gewonnen.
1933 wurden stabilisierende Bordwände eingeführt, die die Anzahl der Senten stark reduzieren, Diagonalstäbe überflüssig machen und ein Durchbiegen des Gerüstes verhindern. Seit der 1935 herausgebrachten „T5-Serie“ veränderte sich die Form des Gerüsts bei Klepper nicht mehr wesentlich. 1936 kamen mit der „T6-“ und „Super T6-Serie“ die bis heute leichtesten Faltboote mit einem Holzgerüst auf den Markt. Das Holzgerüst des 550 cm langen Sportzweier wog 18 kg inklusive Sitze und Lehnen (zum Vergleich: das Holzgerüst (mit Sitzen und Lehnen) des aktuellen Aerius 545 wiegt 23 kg). So wog der 4,50 m lange Sporteiner insgesamt nur gut 20 kg, der 5,50 m lange Sportzweier 26,7 kg. Möglich war dies durch sehr aufwendige Tischlerarbeiten mit unterschiedlichen Holzstärken wie Doppel-T-Trägern bei den Spanten. Auf der EXPO 1937 in Paris erhielt Klepper dafür einen Grand Prix.
Zu Beginn der Zeit des Nationalsozialismus warben die Klepper-Werke noch mit dem Slogan „Fahre fröhlich in die weite Welt mit Klepperboot und Klepperzelt“. Doch die weitere Entwicklung in Deutschland machte auch vor dem Rosenheimer Unternehmen nicht halt, so endete nach Kriegsbeginn 1939 mit der Zivil- auch die Faltbootproduktion. Weiter hergestellt wurde dagegen aus Sicht des NS-Regimes kriegswichtige Kleidung, neben Wehrmacht und Reichsbahn trug auch die Gestapo Mäntel von Klepper, was diesen im Volksmund die Bezeichnung „Gestapo-Mantel“ einbrachte. Bei einem Luftangriff am 18. April 1945 wurden die Klepperwerke schwer beschädigt.

### 1945–1978: Erfolgreicher Neuanfang und zurückgehende Nachfrage
1949 starb der Gründer Johann Klepper im Alter von 80 Jahren. 1950 kam der bis heute erhältliche Aerius auf den Markt, der ein neuartiges Steck- und Schnappsystem sowie erstmals Luftschläuche besaß, die einen Aufbau deutlich erleichterten. Heutzutage sind fast alle Faltboote nach dem Aerius-Prinzip mit seitlichen Luftschläuchen ausgestattet. Mit einem serienmäßigen Aerius 520 gelang dem Arzt Hannes Lindemann 1956 eine Atlantiküberquerung in 72 Tagen. Bis heute hält Lindemann den Rekord, mit dem kleinsten Boot den Atlantik überquert zu haben. Sein Faltboot ist im Deutschen Museum in München ausgestellt.
In den 1950er Jahren arbeiten über 1000 Menschen bei Klepper, unter ihnen viele junge Bootsbauer, die später eigene Unternehmen gründeten, wie der Schneidermeister Walter Langer die Firma Langer für textiles Kanuzubehör, Karl Brenner und Franz Wimmer in der Tischlerei, die 1961 die Firma BREWI gründen und Kajaks aus GFK bauten, sowie von 1957 bis 1961 Toni Prijon in der Bootsentwicklung, der ebenfalls mit dem Material GFK experimentierte und 1959 auch Weltmeister im Einer-Kajak im Wildwasser wurde. Es entstanden zu jener Zeit die Wildwasserkajaks Slalom 58 und Slalom 59 sowie T 66 und T 67, die schon den späteren Kunststoffkajaks ähnelten, sowie überhaupt Anfang der 1960er Jahre die ersten Kunststoffboote bei Klepper: SL, Quirl T und Quirl R. Später kasm dann auch der „Spider“, ein Lizenznachbau der Firma Klaus Lettmann, welcher zum erfolgreichsten Modell der Wildwasser-Abfahrt der WM 1967 wurde. Bis 1961 wurden noch alle Weltmeistertitel im Wildwasser-Slalom im Klepper „Slalom 59“ gewonnen, doch bereits 1963 kamen zum letzten Mal bei einer Kanu-WM, Faltboote zum Einsatz.
1959 wurden der Toureneiner T 9 von Klepper auf den Markt gebracht, ein Faltboot, mit einem mittlerweile legendären Ruf. Herbert Rittlinger nannte es das „Non-plus-Ultra eines wirklich universellen Wandereiners“ und das Kanu-Magazin urteilte 2004: „Eines der besten Boote, das je im traditionellen Faltbootriss gebaut wurde. “Der T 9 ist sehr schnell zu fahren, kursstabil und zugleich wendig und eignet sich für leichtes Wildwasser ebenso wie als Seekajak. Das Boot besitzt keine Luftschläuche und wurde bis zur Gesamtproduktionseinstellung Ende der 1970er Jahre gebaut. 1961 unterhielt Klepper 13 eigene Läden in westdeutschen Großstädten, die Bekleidungssparte trug 1965 etwa mit einem Drittel zum Gesamtumsatz bei und es wurden 6000 Faltboote und Kunststoffkajaks produziert (das waren 90 % der Faltboot- und 80 % der Gesamtkajakverkäufe in Westdeutschland). Seit Ende der 1950er Jahre baute Klepper auch faltbare Jollen (Master, Passat), die Mitte der 1960er Jahre durch eine Vielzahl von Festrumpf-Jollen (Capitano, Maat, Youngster usw.) wie durch ein Motorschlauchboot (Kontiki) ergänzt wurden. Auch ein Zeltanhänger (Piroschka) wurde ins Programm genommen. Ab 1969 wurde dann die FAM aus GFK und ab 1975 auch die Monas angeboten. Hinzu kamen bis 1988 Surfbretter. In den 1960er Jahren baute Klepper (wie zuvor schon Pionier) ein Zweier-Faltboot für das Warenhaus Kaufhof, welches dieses unter der Marke Hellas anbot. Mittlerweile war Klepper längst zu einer, nach heutigem Sprachgebrauch, Outdoor-Ladenkette geworden. Neben (wetterfester) Kleidung wurden beispielsweise Luftmatratzen, Schlafsäcke, Campingmöbel, Schlauchboote (mit Motor), Kocher, Bücher und eine Vielzahl (großer) Zelte angeboten. Faltkajaks machten bereits im Katalogteil (und ohne Bekleidung!) des sogenannten Klepper-Buches von 1961 nur noch 14 von insgesamt 42 Seiten aus.
1970 wurde für die Faltboote mit Seitenluftschläuchen (Aerius, Master, Passat) bei der Bootshaut von Naturkautschuk zum Kunstkautschuk (Hypalon mit Trägergewebe Trevira) gewechselt. Die neue Haut in grauer Farbe war leichter und reißfester und alterte deutlich weniger schnell bei Sonnenlicht. Die Boote ohne Seitenluftschläuche behielten die bisherige fünffache Gummihaut (die sogenannte Silberhaut) mit dem Trägergewebe aus Leinen oder Hanf aufgrund ihrer höheren Elastizität, die bei Faltbooten ohne Seitenluftschläuche notwendig ist. Im Gegenzug verlor das Aerius-Gerüst ab 1976 die gewichtsreduzierenden Maßnahmen (Aussparungen an den Steven und geschlitzte Bodenleiter). Auch der Wegfall der sogenannten Entlastungsnaht bei der Haut, nur wenig später, war der immer notwendiger werdenden Rationalisierung geschuldet.
1967 starb Hans Klepper und dessen Sohn Hans-Jürgen übernahm das Unternehmen, das er erst in eine GmbH & Co KG umwandelte und 1972 an Herbert Michalke verkaufte. Ein Jahr später wurde das Unternehmen in die Klepper Bootsbau KG und die Klepper Bekleidungsfabrik KG geteilt. Heutzutage produziert die Klepper Faltbootwerft AG nur noch Faltkajaks und ein Modell des Klepper-Zelts. 1978 brachte die Werft mit dem „K3“ das erste PE-Kajak Europas auf den Markt. Es ist so gut wie unzerstörbar und war für die damalige Zeit eine Sensation. Am Ende desselben Jahres stellte Klepper die Produktion der Faltboote ein. Noch im test-Heft April 1979 erhielt der „Aerius 2“ von der Stiftung Warentest das Urteil: gut und war damit Testsieger vor „Metzeler Robinson 500“ und „Pouch RZ 85-3“. 1980 wurde auch die Produktion der Segelboote eingestellt und Klepper war nur noch als Lizenzgeber. Das Unternehmen vertrieb dann noch einige Zeit weiter Festrumpfboote und Surfbretter und wurde 1997 endgültig geschlossen.

### Seit 1981: Klepper Faltbootwerft H.S. Walther GmbH und Klepper Faltbootwerft AG

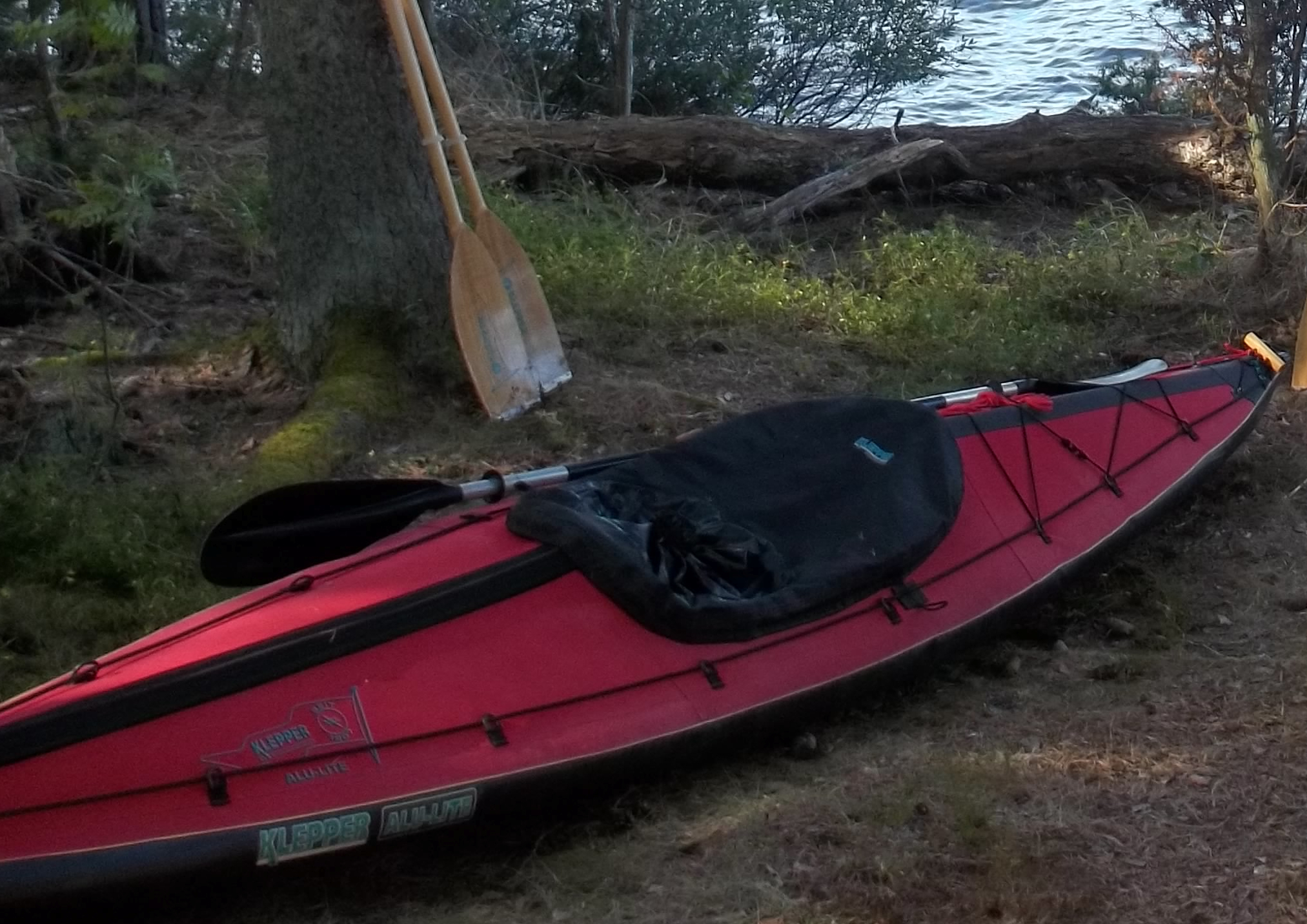
Klepper Alu-Lite 400

Thyssen-Vorstand Hermann Siegesmund Walther gründete 1981 nach einer Übergangszeit die Klepper Faltbootwerft H.S. Walther GmbH und baute in den Werkhallen von Klepper den Aerius 450 und 520 sowie den T9 in Lizenz (der 1986 als T9/86 ein kürzeres Packmaß und einen teilbaren Spant-3 bekam). Außerdem wurde 1993 ein verkürzter Aerius-Einer unter dem Namen Aerius 2000 entwickelt, der 1999 in Tramp 380 umbenannt wurde. 1982 wurden Klepper-Faltboote im Falklandkrieg eingesetzt. Unter Walther gelang eine schnelle Produktionssteigerung von insgesamt 300 Booten in 1982, 700 ein Jahr später und bis zu 1000 im Jahr 1984. Die Erkenntnisse bei der Winterumrundung von Kap Hoorn, 1984, durch Arved Fuchs und Rainer Neuber mit zwei Aerius 450, führten in den nächsten Jahren zu verschiedenen Detailverbesserungen bei allen Aerius-Modellen, wie Trageschlaufen an Bug und Heck und einer Spannvorrichtung am Fußsteuer. Von 1986 bis zur Produktionsverlagerung nach Polen im Jahr 2013 wurden die Holzgerüste (mit Ausnahme der Beschläge) nicht mehr von Klepper, sondern von der Tischlerei Karl-Heinz Gasteiger, Grassau, angefertigt.
1994 starb Walther, und bei einem Großbrand im Oktober 1995 wurde die Produktionsstätte und das werkseigene Museum sowie nahezu alle Ersatzteile und Unterlagen vernichtet. Danach mussten erst alle Schnittmuster wieder beschafft werden. 1998 verkaufte der in den USA lebende Sohn Walthers das Unternehmen an den Unternehmensberater Henning Isbruch, der schon ab 1981 beratend für die Klepper Faltbootwerft H.S. Walther GmbH tätig war. Aus der Klepper Faltbootwerft H.S. Walther GmbH wurde im Jahr 2000 die Klepper Faltbootwerft AG. Die Klepper Faltbootwerft AG hatte vor der Börsennotierung mit einer Garantiedividende geworben, die aber nur von 2002 bis 2008 ausbezahlt wurde. Nach einer vom OLG München bestätigten gerichtlichen Entscheidung durften gezeichnete Aktien zurückgegeben werden.
1999 kam der Alu-Lite 400 auf den Markt, der das leichteste und am schnellsten zu fahrende aktuelle Klepper-Einerfaltboot ist und erstmals Aluminium statt Holz für das Gerüst verwendet. Das gesamte Boot passt in einen Rucksack und ist so wieder ein wirkliches „Rucksackboot“, wie zu Beginn der Faltbootherstellung vor knapp hundert Jahren. Im Mai 2001 wurde das werkseigene Klepper-Faltbootmuseum eröffnet, welches verschiedene Exponate der Klepper-Boote, -Mäntel und -Zelte zeigt. 2002 wurde der Aerius XXL 585 für zwei Erwachsene und zwei Kinder eingeführt. Im selben Jahr machte die Werft einen Umsatz von zwei Millionen Euro bei durchschnittlich 20 Mitarbeitern (saisonal schwankend) und verkaufte zu 80 % Mehrsitzer und 20 % Einer. Der Aerius 490 Langeiner wurde 2004 zum ersten Mal angeboten und verdrängte schnell den Standardeiner mit 450 cm (genauso wie drei Jahre später der verlängerte Zweisitzer 545 den Standardzweier 520 vom Markt drängte). Das Neue Museum Nürnberg stellte ab 2006 zwei Klepper-Faltboote als Designikonen aus.
2013 verkaufte die Klepper Faltbootwerft AG 219 Faltboote, die seit diesem Jahr nicht mehr in Rosenheim angefertigt wurden, sondern bei Wayland in Polen. Ein Grund dafür war die verstärkt auf den Markt drängende Konkurrenz aus Russland, mit niedrigen Lohnkosten. Am alten Standort in Rosenheim wurde die Endfertigung, Konfektionierung und Qualitätskontrolle jedes ausgelieferten Klepper Faltbootes durchgeführt. Auch das Zubehör wie Segel oder Spritzdecken wurde weiterhin in Rosenheim produziert. Die bisherigen Lieferanten der Materialien wurden ebenfalls beibehalten, so kam das Steck- und Schnappsystem weiterhin aus Deutschland. Mit der Verlagerung eines Großteils der Produktion nach Polen entstanden große Lieferschwierigkeiten, so dass mehrere Händler Produkte von Klepper aus ihrem Programm nahmen.
Mit dem Backyak kam 2014 ein sechsteiliges Steckkajak für zwei Erwachsene und ein Kind auf den Markt, welches mit Zubehörteilen auch zu zwei Einerkajaks, einer Badeinsel, einem kleinen Katamaran und einem Kufenschlitten gemacht werden konnte. Das 5,4 m lange Kajak aus Carbon wird zerlegt in zwei rucksackähnlichen Tonnen transportiert, welche zwei der sechs Bootshüllen sind.
Das Unternehmen Klepper besaß nach eigenen Angaben 2014 einen weltweiten Marktanteil von etwa 68 % und hatte in jenem Jahr 302 Faltboote produziert.
Mit dem Aerius 490 Star kam 2016 der herkömmliche Langeiner mit neuer Haut, Gerüst und Sitz auf den Markt. Das Gerüst war aus Gabun-Holz, die Haut ganz aus PVC (auch das Verdeck) und der Sitz war einfacher gehalten und leichter als der sonst übliche. Mit nur 19 kg Gesamtgewicht war es fast 10 kg leichter als der herkömmliche Langeiner in der Expeditionsausstattung mit TPU-Haut. Der Aerius 490 Star wurde deutlich günstiger als alle anderen Boote der Werft angeboten, allerdings mussten dafür bei Gerüst und Haut Abstriche in der Haltbarkeit gemacht werden. Ein paar Monate später wurde auch der Aerius 545 als Star-Modell mit neuem Leichtgerüst und einer Haut aus PVC angeboten. Mit nur 27 kg Gesamtgewicht war es leichter als alle anderen Modelle der Konkurrenz.
2016 arbeiteten am Firmensitz bei Warschau in Mława acht Arbeiter in der Schneiderei und bis zu sieben in der Tischlerei. In Rosenheim waren es acht Angestellte.
Am 29. Juli 2020 starb der langjährige Inhaber Henning Isbruch und am 1. August 2020 wurde die Klepper Faltbootwerft AG (mit Ausnahme des Backyak) von der neu gegründeten und in Hamburg sitzenden Klepper Lifestyle GmbH, einem Unternehmen der Compass Logistics International AG, übernommen. Neuer Vorstand und Inhaber des Unternehmens ist Michael Müller. Der Produktionsstandort Rosenheim blieb bestehen.

## Aktuelle Modelle
Das Angebot umfasst heute Faltkajaks in verschiedenen Größen, Farben und Ausstattungsvarianten für den Einsatz unter Freizeit- wie Expeditionsbedingungen beim Wasserwandern bis etwa zum Wildwasserschwierigkeitsgrad II und Seekajakfahren:
- Einsitzer: Marlin 380, Aerius 490
- Zweisitzer: Aerius 545

Seit 2020, mit Übernahme durch die Klepper Lifestyle GmbH, sind alle Häute aus TPU. Hypalon bzw. CSM und PVC werden nicht mehr angeboten. Auch ein Carbongerüst steht nur noch für den Marlin 380 zur Auswahl, die Boote können ansonsten nur mit dem klassische Holzgerüst (in Natur oder in Schwarz) bestellt werden. Der verlängerte Zweier, der zum Drei- oder Viersitzer wurde (Aerius XXL), und der Einer mit Alu-Gerüst (Sprint Alu 490) werden ebenfalls nicht mehr angeboten. 2022 wurde der Tramp 380 in Marlin umbenannt und verlor beim Gerüst seine Hilfsspanten in Bug und Heck.
Die Bootshaut besteht bei allen Modellen an der Oberseite aus speziellem, wasserdicht gewebten und imprägnierten Baumwollstoff (Baumwolle ist der einzige bei Kajaks verwendbare Stoff, der atmungsaktiv ist). Das Gerüst wird aus mehrfach verleimten Birkensperrholz- und Eschenholzteilen hergestellt.
Alle Boote sind besegelungsfähig, es sind Segel von bis zu 5 m² Fläche möglich. Zu wählen ist zwischen dem Treibsegel Freewind, dem Vollsegel S2 (ohne Gaffel) und dem Vollsegel S3 (mit Gaffel). Zusätzlich zu den Booten stellt die Klepper Faltbootwerft alles rund um Faltboote her, von Ersatzteilen über Komfortausstattung zu Paddeln und Steueranlagen.
2013 wählten die Leser des Kanu-Magazins den Aerius II 545 Classic zum zweitbeliebtesten Reisebootzweier.
Bis zur Übernahme durch die Klepper Lifestyle GmbH, gab es diese Variantenwahl: Die Bootsmodelle sind mit einer Haut beim Unterschiff aus PVC (Ausführung: Smartline und Star), grauem Hypalon/CSM (Ausführung: Classic) oder schwarzem TPU (Ausführung: Expedition) erhältlich. TPU ist mindestens so widerstandsfähig wie das bisher ausschließlich verwendete Hypalon bzw. CSM, jedoch wird eine Bootshaut dadurch um 30 % leichter. Ein Unterschiff aus PVC ist nicht ganz so widerstandsfähig. Für alle Modelle wird an der Hautoberseite Baumwolle eingesetzt, nur bei der Ausführung „Star“ wird PVC verwendet. Der Aerius 490 und Aerius 545 können auch mit dem um 25 % leichteren Carbon-Gerüst sowie mit einem Gerüst aus Gabun-Holz (Ausführung: Star), das ebenfalls sehr leicht, aber nicht ganz so robust ist, ausgestattet werden. Nur der Sprint Alu 490 wird mit einem Aluminiumgerüst angeboten. Mit Carbongerüst und einer Haut aus TPU-Material wiegt der Aerius 545 Expedition ca. 24 kg und ist damit das leichteste Zweisitzer-Faltboot seiner Klasse. Auch der seit 2017 erhältliche Aerius 490 mit Gabun-Holzgerüst und TPU/PVC-Haut wiegt nur ca. 17 kg und ist damit einer der leichtesten Einsitzer-Faltboote mit fast fünf Meter Länge.
Sonderformen
Am 6. Oktober 2011 wurde der Backyak vorgestellt. Dabei handelt es sich um ein zerlegbares Kajak aus Carbon, welches durch seine verschiedenen Module und Addons mehrere Aufbauvarianten ermöglicht. Neben dem klassischen Kajak-Aufbau, lässt sich der Backyak beispielsweise auch als Katamaran mit Segel oder als Schlitten zusammensetzen. Seit 2020, mit Übernahme durch die Klepper Lifestyle GmbH, wird das Backyak nicht mehr angeboten.

## Expeditionen mit Klepper-Faltbooten
- 1909 Überquerung des Ärmelkanal im Einer-Serienfaltboot Delphin durch C.E. Layton
- 1923 Patagonienfahrt von Erich Maria Remarque, Beschreibung im Magazin Kanu-Sport (neuveröffentlicht in Meeresrauschen und Binsenbummeln III – 2005/2006)
- 1925 Vorderasienfahrt (Gardasee bis Basra) von Karl Schott[38]
- 1928 Asienreise von Sven Hedin
- 1928 Atlantiküberquerung in einer Sonderkonstruktion durch Franz Romer
- 1928 Fahrt zum Inarisee und Eismeer durch Curt Biging, Beschreibung im Buch Inari (1929)
- 1929 Neunmonatige Expedition an der norwegischen Küste und im Eismeer von Erich Wustmann[39]
- 1929 Befahrung des Colorado und Grand Canyon durch Carl Borro Schwerla
- 1932 Grönlandexpedition von Ernst Sorge in Zusammenhang mit den Dreharbeiten zum Film SOS Eisberg, Beschreibung im Buch Mit Flugzeug, Faltboot und Filmkamera in den Eisfjorden Grönlands
- 1938 Donau- und Drinabefahrung durch Lothar-Günther Buchheim, Beschreibung in den Büchern Tage und Nächte steigen aus dem Strom. Eine Donaufahrt (1941) und Vagabund und Flußpirat (2010)
- 1954 Erstbefahrung des oberen Nil durch Herbert Rittlinger, Beschreibung im Buch Schwarzes Abenteuer
- 1955 Amazonasbefahrung durch Hans Ertl, dokumentiert im Film Vorstoss nach Paititi
- 1955 Mittelmeerüberquerung von Marseille nach Tunis durch W. Zimmermann
- 1956 Atlantiküberquerung durch Hannes Lindemann, Beschreibung im Buch Allein über den Ozean
- 1957 Expedition zu den Lacandonen, Mexiko, durch Herbert Rittlinger, Beschreibung im Buch Ins Land der Lacandonen
- 1970 Von Singapur nach Australien durch John Dowd[40]
- 1979 Umrundung von Kap Hoorn durch Charles Porter
- 1983 Befahrung des Marañón durch G. Kimmich und E. Eckstein
- 1984 Winterumrundung von Kap Hoorn durch Arved Fuchs und Rainer Neuber, Beschreibung im Buch Im Faltboot um Kap Hoorn
- 1985 Expedition zum Magnetischen Nordpol durch Arved Fuchs[41]
- 1990 Südseefahrt von Paul Theroux, Beschreibung im Buch Die glücklichen Inseln Ozeaniens
- 1992 Halbumrundung Australiens durch Eric Stiller und Tony Brown[41]
- 1996 Befahrung Magellanstraße durch Michael Vogeley[42]
- 2001 Amazonas-Befahrung durch Brümmer und Glöckner, Beschreibung im Buch Amazonien
- 2005 Halbumrundung Europas durch Franziska und Rainer Ulm
- 2008 4100 km über acht Flüsse Kanadas und Alaskas (teilweise als erste Deutsche) durch Walter Steinberg und Siglinde Fischer, dokumentiert im Film Kanada-Alaska[43]
- 2016 Befahrung des Cuanza von der Quelle bis zur Mündung von Oscar Scafidi und Alfy Weston, dokumentiert im Film Kayak the Kwanza[44]